# Chatham (Luizjana)
Chatham – miasto w Stanach Zjednoczonych, w stanie Luizjana, w parafii Jackson. W 2000 r. miasto to zamieszkiwały 623 osoby.